# St. Marien (Scherberg)

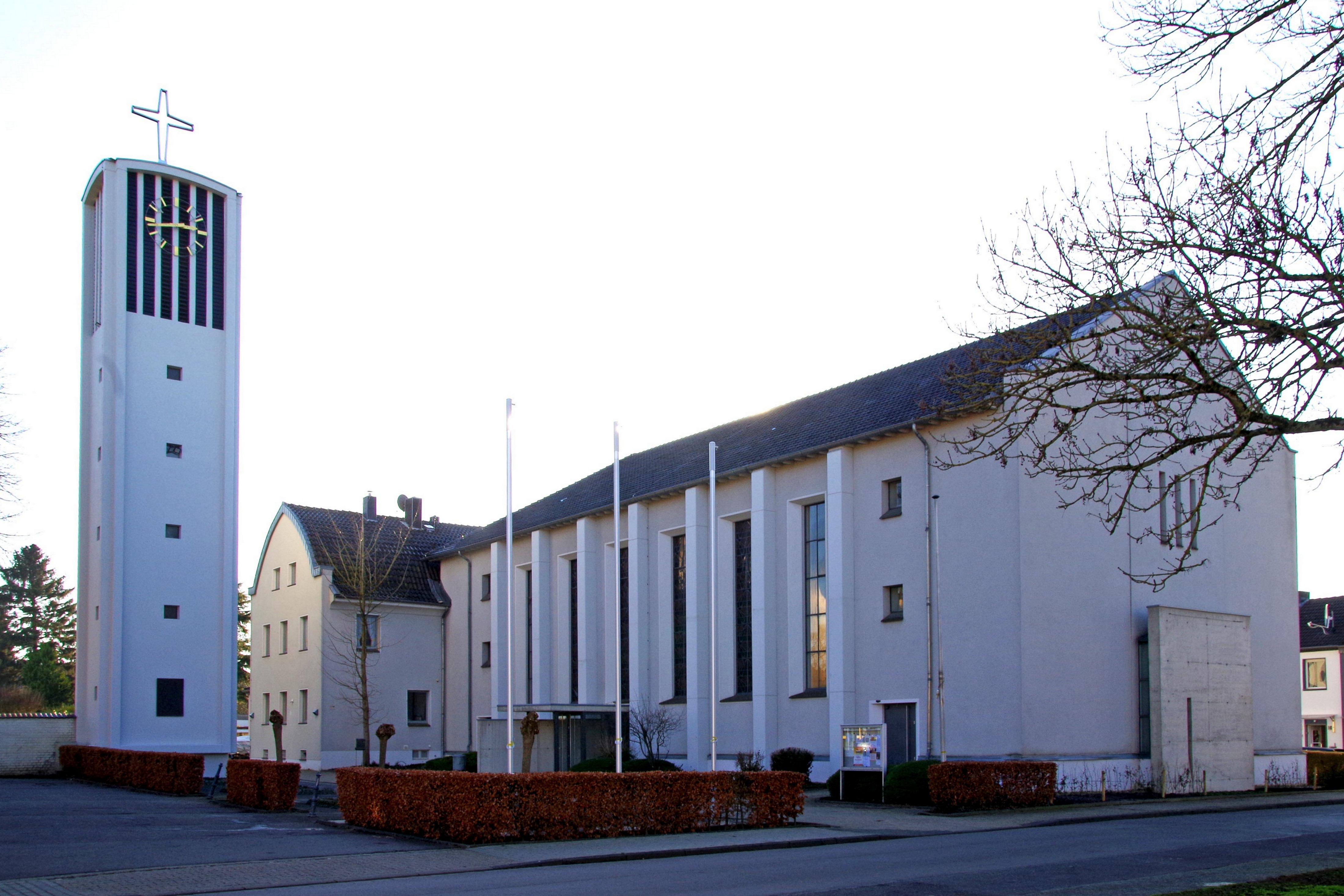
Die Grabeskirche St. Marien

St. Marien war eine römisch-katholische Kirche und befindet sich in Würselen-Scherberg. Sie gehört zur Pfarrei St. Sebastian in der Gemeinschaft der Gemeinden Würselen. Der Kirchenbau geht auf das Jahr 1925 zurück. Seit 2018 wird der Kirchenbau als Grabeskirche genutzt.

## Baugeschichte

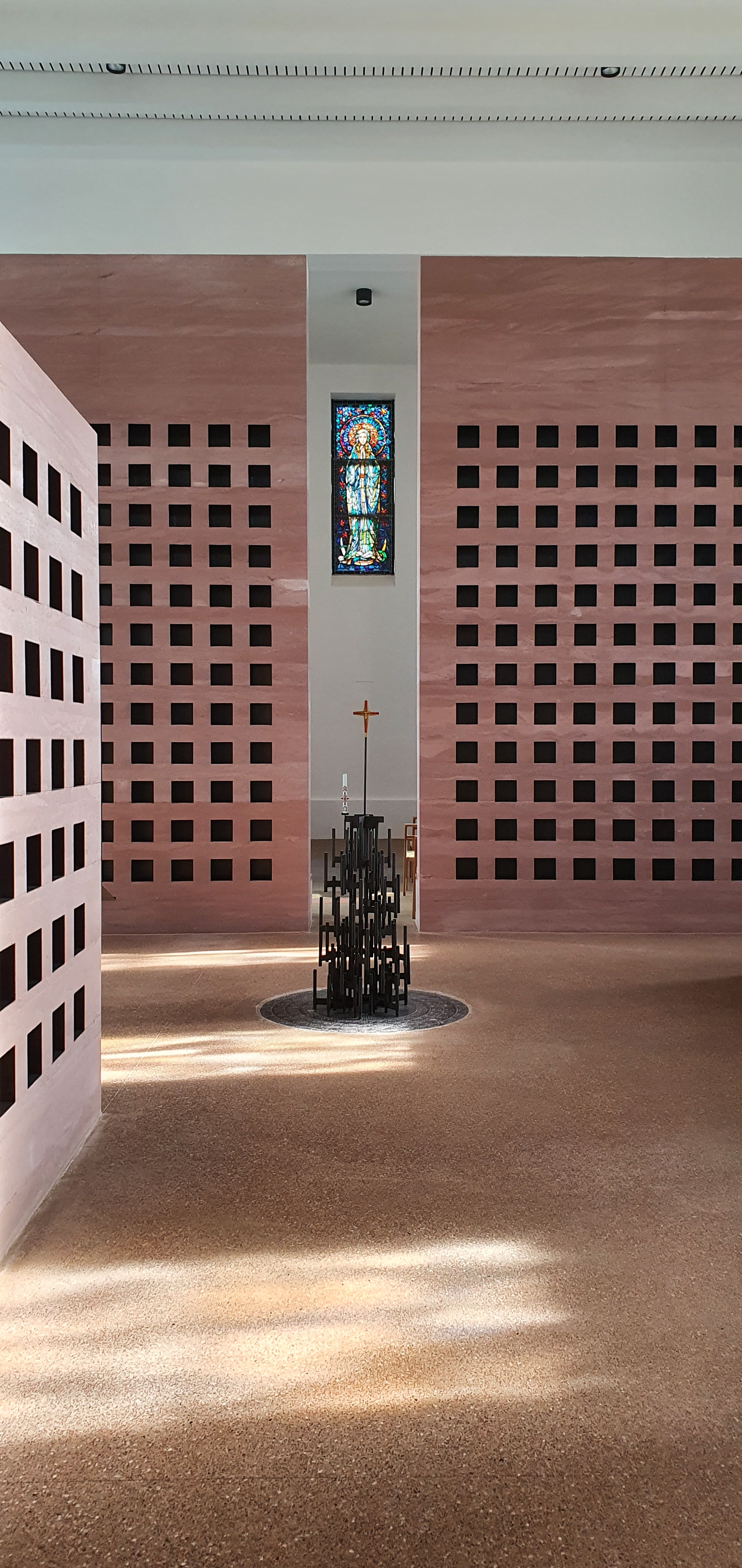
Columbarium

Im September 1925 erfolgte die Grundsteinlegung der Kirche nach Entwürfen von Theo Wingertz. 1926 wurde die neue Kirche bezogen. Ab 1950 erfolgten größere Umbauarbeiten des Kirchengebäudes. Aufgrund schwerwiegender Baumängel der Dachkonstruktion wurde ein neuer Eisendachstuhl angefertigt. Des Weiteren erfolgte der Einbau neuer und größerer Fensterflächen. Ein Jahr später wurde St. Marien wieder eingeweiht. Den Glockenturm nach Entwürfen von Martin Defrain erhielt St. Marien ab 1969. Im September 1986 wurde eine Orgel des Aachener Orgelbauers Georg Stahlhut aufgebaut und geweiht. Das Werk besaß 17 Register, die sich auf zwei Manuale und Pedal verteilten. Die Erbauung fiel in die Schaffenszeit von Martin Schultheis, der von 1973 bis 1988 Pfarrer an St. Marien war. Von 1997 bis 1998 erfolgte eine erneute Modernisierung des Bauwerks. Dabei wurde der gesamte Kirchenraum ebenerdig angelegt.
Im Dezember 2017 wurde die Kirche entwidmet, um zu einem Kolumbarium umgebaut zu werden. Ende 2018 begann dazu der Umbau. Die ehemalige Orgel der Kirche, die aus der Orgelbauanstalt Georg Stahlhuth ist, wurde nach Herzogenrath/Ritzerfeld verkauft und in der dortigen Herz-Jesu-Kirche aufgestellt.

## Glocken
Die vier Glocken, die im freistehenden Turm hängen, wurden 1970 durch die Eifeler Glockengießerei Johannes Mark & Sohn gegossen. Dabei besitzt die „Marienglocke“ (fis´) mit ca. 830 kg die größte Masse, gefolgt von der „Genovevaglocke“ (gis´) mit einer Masse von ca. 519 kg. Die „Josefsglocke“ mit dem Schlagton ais´ hat eine Masse von 415 kg. Abschließend folgt die „Barbaraglocke“ (cis´´), die eine Masse von ca. 240 kg aufweist. Insgesamt ergibt das Geläut einen {\displaystyle Fis^{2}} Vierklang.